# Грушевка (Белгородская область)
Грушевка — село в Волоконовском районе Белгородской области России. Административный центр Грушевского сельского поселения.

## География
Село расположено в юго-восточной части Белгородской области, в 10 километрах по прямой к юго-западу от районного центра Волоконовки.

## История

### Происхождение названия
В первой половине XVIII века в Российской империи действовал следующий закон: помещик, заселяющий незанятые земли, получал на каждую «поселенную душу» 30 десятин земли.
Слобода Грушевка была основана в 1762 году помещиком Шидловским Степаном Родионовичем, коллежским асессором в Оскольском стане Валуйского уезда в ходе проведения поселенческих мероприятий на государственных землях.
Первые поселенцы были переведены сюда из слободы Пятницкой, основной вотчины Шидловских. Помимо крепостного русского крестьянства, разными путями были привлечены беглые семьи с Украины и из других областей государства. В числе последних были выходцы из Грушевской станицы земли войска Донского, которые со временем составили большинство населения, отсюда ее название.

### Исторический очерк
Первые из обнаруженных краеведами в архивах упоминаний об этой старинной слободе датированы 1762 и 1766 годом. В документах сообщается и о том, что часть слободы Грушевка расположена «на вершине оврага Грушевка и при озере Солонцово».
Документы V ревизии (1794 год) свидетельствуют, что Грушевкой владели капитан И.Я. Анисимов, коллежский асессор Е.С. Шидловский и «вдовствующая генерал-майорша А.В. Синельникова».
Около одной пятой части дворов по документам числилось «великороссиянами». Помещики Шидловские, закрепляя за собой тот или иной пункт, строили здесь церковь: первая была заложена деревянная в 1759 году — святого Николая Чудотворца.
В 1829 году владевшие тогда слободой братья Петр и Николай Шидловские построили в Грушевке каменную церковь взамен деревянной, простоявшей в Грушевке более столетия.
В 1856 году незадолго до отмены крепостного права на жителей слободы свалилось большое несчастье: после смерти владельца слободы Шидловского имение должно было  делиться между его сыновьями. Но поскольку разделить  его правильно было невозможно, решили продавать  крепостных крестьян, а деньги поделить между собой. Для  Шидловских  Грушевка стала разменной монетой: при разделах наследства, при выделе приданого из населения слободы выравнивались доли дворянских отпрысков. Так,  при разделе ещё в 1840-x годах было продано около 200 человек грушевцев, да и вся слобода была поделена между семью дворянскими семьями, состоявшими в том или ином родстве с Шидловскими. Владельцами крепостных душ, кроме Шидловских,  уже были Лосевы, Трубецкие, Кузины, Агеевы, Томашевские и Завадские. Некоторые из них владели всего десятком дворов крестьян.
В 1859 году — Бирюченского уезда «слобода владельческая Грушевка при колодцах» «по тракту на город Харьков» — наличествует церковь православная.
К началу 1900-х годов — «слобода Грушевка (дарственные части: Шидловския, Трубецкия, Кузина, Агеевская, Томашевская, Завадская (Грушевского общества Верхнелубянской волости), до Волоконовки 13 верст», в слободе — церковь, земская школа, две мелочных и винная лавки, две ярмарки.
В эпоху освобождения крестьян Грушевка составляла вотчину Дмитрия Николаевича Шидловского, принадлежавшего к самой крупной после графа Шереметева по землевладению в Бирюченском уезде дворянской фамилии Шидловских, владевших здесь 23 тысячами десятин земли».
С июля 1928 года слобода Грушевка — центр Грушевского, самого крупного в Волоконовском районе сельсовета: слобода и 11 хуторов.
В 1950-е годы в Грушевском сельсовете Волоконовского района — 2 слободы, 3 поселка и 7 хуторов; в 1970-е годы — 4 села, поселок и 6 хуторов.
В начале 1990-х годов село Грушевка оставалось центром колхоза «Дружба» (в 1992 году 526 колхозников), занятого растениеводством и животноводством.
В 1995 году в Грушевке — АОЗТ «Дружба» (производство зерновых), средняя школа, интернат, начальная школа, дом культуры, библиотека.
В 1997 году село Грушевка — центр Грушевского сельского округа (4 села, поселок, 3 хутора) в Волоконовском районе.

## Население
По I ревизии в слободе жило 670 «душ обоего пола».
В 1797 году в Грушевке — 1670 жителей (838 мужского и 832 женского пола).
В 1859 году 241 двор, 1608 жителей (772 мужчины, 836 женщин).
К началу 1900-х годов в слободе 251 двор, 1543 жителя (764 мужчины, 779 женщин).
Из книги «Россия...» (т. 2, 1902 год): «слобода Грушевка Верхнелубянской волости имеет 1500 жителей, школу, лавки и 2 ярмарки.
В 1932 году в слободе Грушевке 1967 жителей.
На 17 января 1979 года в селе Грушевке 728 жителей, на 12 января 1989 года — 670 (290 мужчин, 380 женщин).
В 1997 году в селе Грушевке 241 домовладение, 706 жителей.
| 1859 | 1897  | 2002 | 2010 |
| ---- | ----- | ---- | ---- |
| 1608 | ↘1472 | ↘657 | ↘574 |

## Достопримечательности
В окрестностях села Грушевки в 1970-х годах волоконовским краеведом А.Г. Николаенко был выявлен древний могильник. Тогда он зафиксировал 9 насыпей полусферической формы, в 2005 году сотрудники Управления культуры Белгородской области обнаружили только 5 из них (остальные 4 были просто распаханы за прошедшие годы с момента их открытия).

## Интересные факты
- В метрических книгах 1762—1797 годов свободные жители слободы Грушевки назывались черкасами или черкашанами («войсковыми обывателями»)[8].
- Из рода помещиков Шидловских, владельцев Грушевки, вышли поэт и ученый, друг Ф.М. Достоевского Иван Николаевич Шидловский (1816— 1872), астроном Андрей Петрович Шидловский и однополчанин М.Ю. Лермонтова, гусарский полковник И.И. Шидловский[3].